# Studentenarbeid

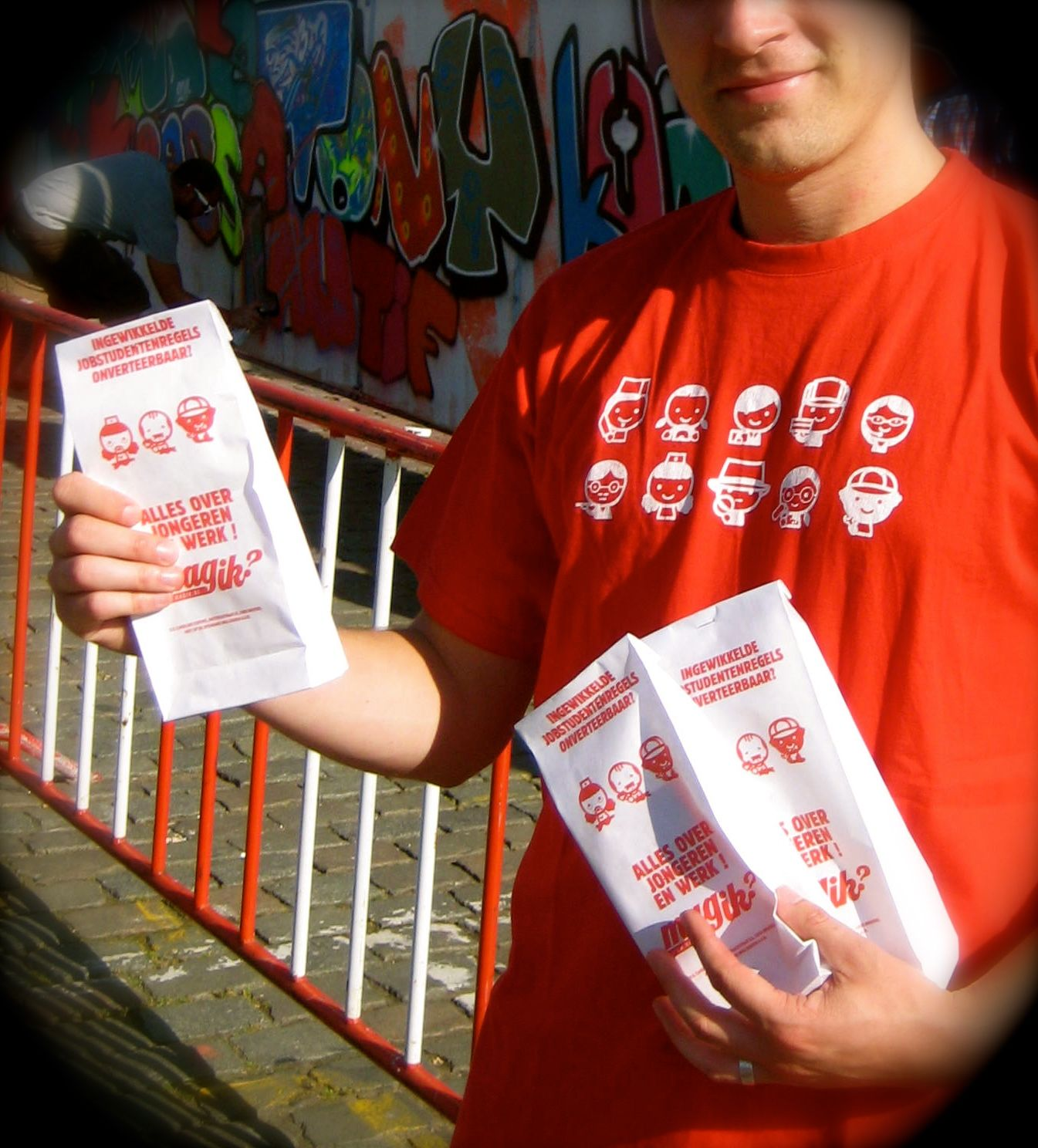
Magik?-militant

Vakantiewerk of studentenarbeid is werk dat tegen betaling gedaan wordt door scholieren of studenten tijdens hun schoolvakantie of schooljaar.
Vaak is hier sprake van eenvoudig werk. Soms is het gewoon wat extra zakgeld verdienen; anderen gebruiken het als aanvulling van hun studie. Zo kiest men in België als Nederlandstalige bijvoorbeeld een vakantiejob in Wallonië om zijn taalkennis bij te schaven, of probeert men als student economie een vakantiejob in de banksector te krijgen om ervaring op te doen.

## Situatie in België
In België is vakantiewerk verboden onder de 15 jaar. Jobstudenten hebben sinds 2003 ook een wettelijk statuut wat hen minimale sociale bescherming biedt. Zo dient er een speciaal studentencontract opgesteld worden. Begin 2007 werden de mogelijkheden voor studentenarbeid uitgebreid. Zo mocht men vanaf dan twee periodes van 23 dagen werken (een van beide diende wel nog steeds tijdens de zomervakantie plaats te vinden). Daarnaast werd de verloning aangepast (zo verdient een 15-jarige 70% van een normaal wedde, een 18-jarige 82% en een 21-jarige het normale maandloon voor zijn arbeid). Om dit alles in goede banen te leiden startte de VDAB daarom begin december 2007 de dienst voor jobstudenten JOS.
Algemeen geldt in België dat zondagswerk voor (minderjarige) studenten verboden is, hoewel hier enkele uitzonderingen op bestaan, bijvoorbeeld bij bakkerijen en horeca. Daarnaast dienen feestdagen uitbetaald te worden en is de opzegtermijn van een studentencontract 3 kalenderdagen voor de werkgever en 1 kalenderdag voor de werknemer (student). Wanneer de overeenkomst voor een periode langer dan 1 maand werd overeengekomen ligt dit respectievelijk op 7 en 3 dagen. De studenten dragen (minimaal) bij aan de sociale zekerheid door middel van een solidariteitsbijdrage. Deze bedraagt 4,5% voor wie tijdens het schooljaar werkt en 2,5% voor wie tijdens de schoolvakanties werkt. Jobstudenten die de 23 dagen-regel in een van beide gevallen overschrijden betalen voor die periode een volledige RSZ-bijdrage. Wanneer men meer dan 240 uren werkt in een kwartaal vervalt de kinderbijslag. Vanaf het ogenblik dat de jongeren meer dan € 2890 verdient is hij niet meer fiscaal ten laste van de ouders en vanaf een eigen inkomen van € 6570 is hij zelf belastingplichtig. (deze bedragen gelden voor 2011).
Met ingang van 1 januari 2012 veranderde de reglementering op studentenarbeid ingevolge de wet van 28 juli 2011 en het Koninklijk Besluit van 12 september 2011. De volgende wijzigingen traden vanaf dan in werking:
- Het aantal dagen studentenarbeid per jaar wordt opgetrokken van 46 naar 50 dagen per jaar;[8]
- De maximale duur van de arbeidsovereenkomst voor studenten wordt uitgebreid van 6 maanden tot 1 jaar;
- De werkgever dient in zijn Dimona-aangifte het aantal gewerkte dagen te vermelden;
- Er wordt een eenvormige solidariteitsbijdrage van 8,13% geheven voor vakantiewerk. Hiervan is 2,71% ten laste van de student en 5,42% voor de werkgever.

Sinds 1 januari 2025 mag een student maximaal 475 uren per kalenderjaar werken aan de verminderde sociale bijdrage. In 2023 en 2024 was dit tijdelijk 600 uren. Na invoering van het nieuwe regeerakkoord van 2025 zal het aantal uren opgetrokken worden naar 650.
Om het misbruik van studenten door werkgevers tegen te gaan bieden de drie grote vakbonden (ABVV, ACV en ACLVB) een gratis lidmaatschap en dienstverlening aan voor studenten. Het Jobstudentensysteem (JOS) van de VDAB biedt (naar eigen zeggen) 120.000 studentenjob-vacatures anno 2012 aan.

## Situatie in Nederland
In Nederland heeft de vakbond een speciale afdeling voor vakantiewerkers. In Nederland mag men vakantiewerk doen vanaf het 14de levensjaar, maar op jonge(re) leeftijd heeft men wel speciale rechten en mag men geen gevaarlijk werk doen.

## Impact op werk en studies
Wetenschappelijke onderzoek is het er niet over eens of studenten met een baan minder vaak een diploma halen. Waar wel een consensus over lijkt te bestaan, is dat wie werken en studeren combineert in het hoger onderwijs gemiddeld meer jaren nodig heeft om het diploma te behalen. Vooral studenten met intensieve jobs, van acht uren per week of meer, zouden het moeilijker hebben om dezelfde studieprestaties te leveren dan studenten zonder een studentenjob. Er zijn echter ook positieve kanten aan studentenarbeid, namelijk bij het solliciteren. Onderzoek heeft namelijk aangetoond dat gewezen jobstudenten na het afstuderen sneller aan een baan geraken en meer verdienen. Uit onderzoek naar mogelijke verklaringen blijkt dat recruiters kandidaten met studentenarbeid op hun cv meer (algemene) vaardigheden toewezen en dat ze hun sociaal netwerk hoger inschatten dan dat van afgestudeerden zonder studentenjobs. Volgens econoom Stijn Baert hielden deze studies echter niet volledig in rekening dat jongeren die studentenjobs uitvoeren mogelijk van nature over gunstige kenmerken (zoals werkmotivatie) beschikken die later tot een succesvolle carrière leiden. Werkgevers kunnen studentenarbeid ook (mis)interpreteren als een signaal voor desinteresse in de studies en lagere sociaal-economische afkomst anderzijds, wat in balans is met positieve kenmerken als werkijver en juiste vaardigheden, waardoor globaal genomen een studentenjob op je cv geen verschil maakt.